# パブリック・エネミー・ナンバー・ワン
「パブリック・エネミー・ナンバー・ワン」(Public Enemy No.1)は、アメリカのヘヴィメタルバンド・メガデスの曲で、同バンドのギタリスト兼ボーカリストであるデイヴ・ムステインによって書かれた。この曲は2011年11月1日にリリースされたメガデスの13枚目のスタジオ・アルバム、『サーティーン』の第2曲目である。シングルとしてのリリースは2011年9月13日で、ムステインの50歳の誕生日でもあった。なお、ミュージックビデオのリリースは2011年11月5日である。
シングルリリースよりも前の2011年6月4日に、ドイツのハンブルクでライブデビューした。
2011年10月31日には、アメリカの深夜トークショー「ジミー・キンメル・ライブ!」でも、演奏された。その日はハロウィンのショーであったため、メンバーはほとんど見分けが着かないまでに衣装を着ていた(デイヴはフランケンシュタインの怪物、デイヴィッドは狼男、クリスはオペラ座の怪人、ショーンはベラ・ルゴシスタイルのドラキュラ伯爵のコスチューム)。また、「狂乱のシンフォニー」も披露されたが、番組のエンド・クレジットで少し流れただけだった。フルの映像は「ジミー・キンメル・ライブ!」のウェブサイトで見ることができる。

## 収録曲
シングル
1. "Public Enemy No. 1" – 4:15